# Afundamento da frota francesa em Toulon
O afundamento da frota francesa ocorreu em 27 de novembro de 1942 na Segunda Guerra Mundial em Toulon, quando a maior parte das embarcações francesas atracadas no Arsenal de Toulon foram deliberadamente afundadas por seus próprios marinheiros para que seus navios não fossem tomados pela Alemanha Nazista. O Armistício de 22 de junho de 1940 que deu fim à Batalha da França estipulou que a Marinha Nacional Francesa deveria ser desarmada e confinada em seus portos sob controle francês. Mesmo assim, os Aliados temiam que os alemães tentassem tomar o controle da frota, a segunda maior do mundo na época, lançando duas tentativas em 1940 de capturá-la ou destruí-la.
Os Aliados invadiram as colônias francesas no Norte da África no início de novembro de 1942 e a Alemanha invadiu as áreas não ocupadas da França, elaborando a Operação Lila a fim de tomar os navios franceses em Toulon intactos. O contra-almirante francês Gabriel Auphan, Ministro da Marinha, deduziu que os alemães tentariam tomar seus navios, emitindo ordens para que fossem afundados caso tropas estrangeiras de qualquer lado da guerra tentassem capturá-los. O encargo de levar adiante esse plano ficou com o almirante Jean de Laborde e o vice-almirante André Marquis, que aceitaram a ideia de afundar as embarcações de forma nivelada para que pudessem ser depois recuperadas.
A Operação Lila foi lançada nas primeiras horas do dia 27 de novembro sob o comando do coronel general Johannes Blaskowitz. Os franceses foram surpreendidos pelo ataque, porém usaram subterfúgios com o objetivo de atrasar os alemães e assim dar tempo para que os navios fossem afundados. Os invasores tentaram impedir a ação, mas mesmo assim várias embarcações foram afundadas e cargas de demolição detonadas para que seus armamentos e maquinários fossem destruídos. Ao todo, 77 navios afundaram e 46 foram capturados, com alguns tendo escapado e desertado para as forças da França Livre. Vários dos destroços foram recuperados pelos anos seguintes.